# Ali Reza Ghesghayan
Ali Reza Ghesghayan (ur. 27 lutego 1954) – irański piłkarz występujący podczas kariery na pozycji obrońcy.

## Kariera klubowa
Ali Reza Ghesghayan karierę rozpoczynał na początku lat 70. w drużynie Bargh Shiraz FC. Potem występował w Szwecji w klubach Falu FK i FC Trollhättan.

## Kariera reprezentacyjna
W reprezentacji Iranu Ghesghayan zadebiutował w 1975 roku.
W 1978 roku został powołany do kadry na Mistrzostwa Świata. Iran zakończył turniej na fazie grupowej a Ghesghayan nie rozegrał na turnieju w Argentynie żadnego meczu.